# Oliarus djurumi
Oliarus djurumi är en insektsart som beskrevs av Van Stalle 1987. Oliarus djurumi ingår i släktet Oliarus och familjen kilstritar. Inga underarter finns listade i Catalogue of Life.